# إرهاب دولة

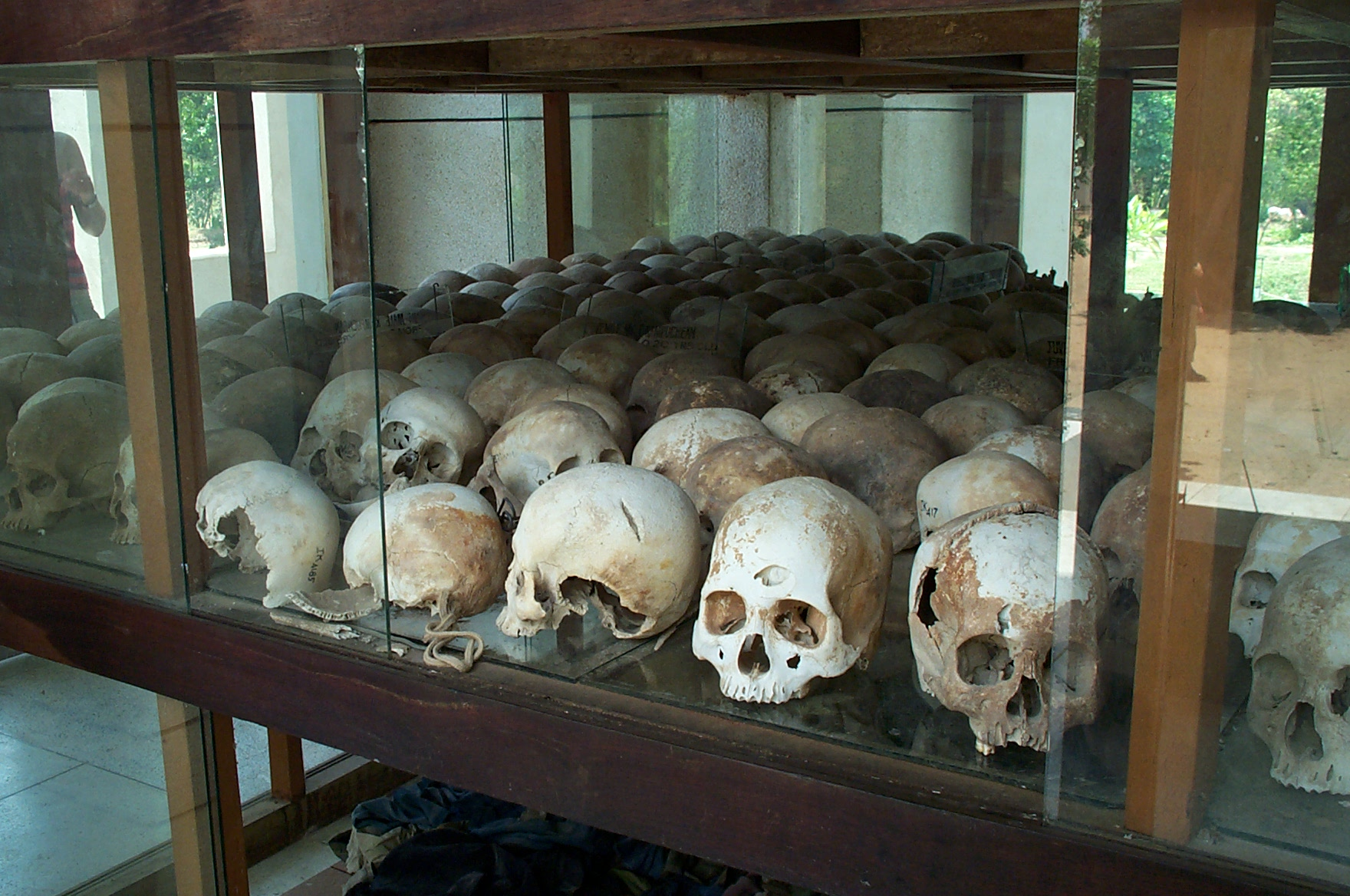

يشير مصطلح الإرهاب الدولة إلى أعمال الإرهاب التي تقوم بها الدولة ضد شعبها أو أهداف أجنبية. كما يمكنك الإشارة بذلك إلى وصف انتشار أعمال العنف من جانب دولة ضد شعبها.

## تعريف
ما زالت المحاولات الرامية إلى تعريف «الإرهاب» و «إرهاب الدولة» في عدة اتفاقيات الأمم المتحدة دون توافق في الآراء.
تعرف الموسوعة البريطانية على الإنترنت الإرهاب عموما على أنه «الاستخدام المنتظم للعنف لخلق مناخ عام من الخوف في عدد السكان، ومن ثم تحقيق هدف سياسي معين»، وتنص على أنه «الإرهاب غير معرف قانونيا في جميع الأنظمة القضائية.» وتضيف الموسوعة أن «إرهاب المؤسسات، وكثيراً ما يسمى إرهاب الدولة أو الإرهاب الذي ترعاه الدولة، يشير إلى العمل من قبل الحكومات - أو أكثر غالباً من قبل الفصائل داخل الحكومات - ضد مواطني تلك الحكومة ممن هم ضد هذه الفصائل داخل الحكومة، أو ضد مجموعات أو حكومات أجنبية».

## التاريخ
لإرهاب الدول تاريخ طويل. على سبيل المثال، كتب أرسطو بأن الإرهاب استخدم من قبل الطاغية ضد رعاياه.
ومن النماذج الأحدث من إرهاب الدولة هي من مثل الدولة البوليسية التي كانت سائدة في بداية الاتحاد السوفياتي في العشرينات من القرن الماضي، والنظام النازي في ألمانيا في الثلاثينات والاربعينات.

## مكافحة إرهاب الدولة
يقول مارتن غوس في فهم الإرهاب: التحديات والآفاق، والمسائل، إن عمل المنظمات مثل منظمة العفو الدولية ومرصد حقوق الإنسان هو من بين "النهج إلى تحليلات لإرهاب الدولة التي تعتبر مفيدة لتقييم مختلف أنواع العنف الذي ترعاه الدولة". وحددت منظمة العفو الدولية الرئيسية أشكال إرهاب الدولة بالاحتجاز التعسفي، والمحاكمات غير العادلة، والتعذيب، والقتل السياسي أو الإعدام خارج نطاق القضاء. "